# Большой нож
«Большой нож» (англ. The Big Knife) — нуаровая драма режиссёра Роберта Олдрича, которая вышла на экраны в 1955 году.
Фильм рассказывает о популярном голливудском актёре (Джек Пэланс), который не удовлетворён художественным уровнем фильмов, в которых ему приходиться сниматься, а также отношениями с женой (Айда Лупино). Он пытается изменить свою жизнь и свою карьеру, однако тяжёлые грехи прошлого вкупе с проблемами на работе и дома доводят его до самоубийства.
Из-за своего крайне резкого взгляда на голливудское закулисье фильм получил противоречивые отзывы критики. При этом большинство рецензентов отметило умный сценарий, напряжённую постановку Олдрича, а также сильную актёрскую игру, особенно Пэланса и Рода Стайгера.
Фильм продолжает серию картин 1950-х годов, посвящённых критическому осмыслению опыта Голливуда и кинобизнеса того времени, к которому относятся такие ленты, как «Бульвар Сансет» (1950), «Всё о Еве» (1950), «Злые и красивые» (1952) и «Звезда» (1952).

## Сюжет
Фильм начинается с краткого рассказа о районе Бель Эйр в Лос-Анджелесе, где расположены виллы самых успешных деятелей Голливуда. Одной из таких вилл владеет огромный парень с боксёрским лицом по имени Чарли Касл (Джек Пэланс), который является главной звездой киностудии, принадлежащей Стенли Шрайнеру Хоффу (Род Стайгер). Хофф предложил Чарли заключить новый семилетний контракт, однако у Чарли возникли сомнения относительно целесообразности продолжения сотрудничества со студией Хоффа, так как он устал от съёмок в откровенно коммерческом кино, а также потому, что кинобизнес оказывает разрушительное воздействие на его отношения с женой.
Фильм начинается с того, как Чарли на обширной территории своей виллы занимается боксом со своим персональным тренером. Давний приятель Чарли, сотрудник информационного отдела студии Бадди Блисс (Пол Лэнгтон), предупреждает, что к нему едет влиятельная журналистка скандальных новостей Патти Бенедикт (Илка Чейз). Патти расспрашивает Чарли о разводе с его женой Марион (Айда Лупино). Хотя Марион живёт отдельно от Чарли в пляжном домике вместе с их маленьким сыном, Чарли отрицает, что они развелись. Тогда Патти просит его прокомментировать тот факт, что директор студии Хофф снова взял на работу Бадди, отсидевшего десять месяцев в тюрьме по обвинению в том, что он на машине сбил ребёнка. Тогда в аварии подозревали Чарли, но Бадди взял вину на себя. Патти угрожает, что разворошит эту историю, если Чарли не предоставит ей внутреннюю «скандальную сенсацию» о своём браке, но Чарли просит её уйти. Патти предупреждает Чарли, что он ведёт себя глупо, но неожиданно входит Марион, которая приехала домой без ведома Чарли. Марион просит Патти не лезть в чужие дела, после чего Патти уходит в сопровождении взволнованного Бадди.
Чарли говорит Марион, что не следовало так резко говорить с Патти, в свою очередь Марион жалуется на то, что страдает от фальши в их жизни. Чарли просит Марион вернуться домой, но Марион, которая не может больше выносить измены Чарли, его пьянство и загулы, отказывается. Она также откровенно говорит ему, что старый приятель Чарли, писатель Хэнк Тигл (Уэсли Эдди), сделал ей предложение. Марион предупреждает мужа, что хотя она не приняла предложение Хэнка, она не вернётся к Чарли, если он подпишет новый контракт с Хоффом, так как она уверена, что кинобизнес разрушает их семью. Чарли пытается возражать, зная, что Хофф никогда не отпустит самую большую звезду своей студии. Чарли признаёт, что сделал ошибку «той ночью», на что Марион, которая по-прежнему его любит, отвечает, что должна была больше поддерживать своего мужа. Призывая Чарли бороться, Марион соглашается вернуться в дом и уходит собирать вещи.
К Чарли приходит его агент Нэт Данцигер (Эверетт Слоун). Хотя Чарли говорит Нэту, что он потеряет семью, если подпишет контракт, Нэт уверяет его, что Марион всё поймёт, и предупреждает его, что Хофф и его правая рука, директор по связям с общественностью Смайли Коу (Уэнделл Кори) уже едут к нему. Появляются харизматического вида, деспот и эгоцентрист Хофф в сопровождении образцово прилизанного Смайли. Чарли говорит им, что не хочет подписывать новый контракт. Хофф предлагает Чарли годичный отпуск для восстановления сил, но тот всё равно отказывается. Тогда Хофф с угрозой напоминает Чарли о тех временах, когда он улаживал его проблемы, включая «одну ночь в этой самой гостиной». Чарли умоляет Хоффа оставить его в покое, но в конце концов, уступает его угрозам и подписывает контракт. После того, как все трое уходят, звонит Марион, но, когда Чарли говорит, что подписал контракт, она бросает трубку. Несколько дней спустя сильно пьющая, распутная жена Бадди по имени Конни (Джин Хэйген) приходит к Чарли и заявляя, что ей известно о том, что пьяным водителем, убившим ребёнка, был Чарли. Она также знает, что Хофф уговорил Бадди сознаться в этом преступлении с тем, чтобы не разрушать карьеру Чарли. Хотя Чарли, который высоко ценит дружбу Бадди, просит Конни уйти, она поднимается вслед за ним в спальню с бутылкой в руке.
Некоторое время спустя Чарли приезжает к Марион, приглашая её на ужин, который он устраивает в честь Бадди. Марион соглашается прийти вместе с Хэнком. Вечер заканчивается просмотром фильма, в котором Чарли в роли боксёра побеждает всех своих соперников. После того, как Бадди и Конни уходят, Чарли и Хэнк вспоминают свою молодость, когда они оба были идеалистами и вместе жили в Нью-Йорке. Затем Чарли говорит, что расстроен тем, что Хэнк сделал Марион предложение. По пути домой Хэнк просит Марион сделать выбор, с кем из двух мужчин она действительно хочет жить. Чарли готовится ко сну, но в этот момент появляется Смайли, который говорит, что актриса с их студии по имени Дикси Эванс (Шелли Уинтерс), которая была с Чарли в ночь той аварии, начала много болтать об этом. Смайли убеждает Чарли, что надо успокоить Дикси и заставить её молчать. Чарли звонит Дикси, которая явно в него влюблена, и она немедленно приезжает. Дикси жалуется Чарли, что студия использует её исключительно для развлечения своих гостей, но не даёт ей возможности проявить себя как актрисе. Чарли просит Дикси не рассказывать никому об аварии, так как ему это больно, но Дикси уверяет его, что она просто хотела навредить руководству студии за презрительное отношение к ней. В этот момент появляется Марион, после чего Дикси быстро уходит. Для Марион сцена выглядит так, как будто она прервала очередную супружескую измену, хотя Чарли уверяет её, что это не так. Они снова начинают ссориться, и разъярившись, Чарли говорит, что не может больше терпеть слишком категоричный подход Марион, что он просто хочет, чтобы она любила его так же, как он любит её. Смягчившись, Марион остаётся на ночь.
Несколько дней спустя, когда Чарли возвращается домой после участия в рекламной фотосессии, его встречает Смайли. Он сообщает, что Хофф вызвал Дикси в свой офис, и когда она приехала пьяная, разъярённый Хофф избил её. После этого Дикси направилась в бар, и Смайли просит Чарли заманить её к себе, где для неё будет подготовлен «разведённый» джин. После этого Чарли сразу же уедет обратно на студию для обеспечения алиби. Чарли приходит в ужас от предложения Смайли убить Дикси за то, что она продолжает вредить Хоффу разговорами об аварии. Когда спускается Марион, Чарли просит её вызвать Нэта, а он тем временем звонит Хоффу, требуя, чтобы тот приехал. Когда все собираются, Чарли обвиняет Хоффа в подстрекательстве к убийству, но собравшиеся пытаются убедить Чарли, что он неправильно понял слова Смайли. Несмотря на шок от новости, что Чарли был вместе с Дикси во время той аварии, Марион поддерживает мужа. Смайли говорит, что единственным другим способом «позаботиться» о Дикси, было бы выдать её замуж аз Чарли. Он также утверждает, что у него есть компрометирующие записи, доказывающие, что у Марион роман с Хэнком. Смайли приносит пластинки с записями, но Чарли, который верит Марион, разламывает их пополам. Затем он приказывает Хоффу и Смайли убираться из его дома, и когда Хофф смеётся над этим, Чарли налетает на него. Опасаясь, что Чарли ударит его, Хофф закрывает лицо руками, но Чарли только насмешливо шлёпает его по голове. Униженный Хофф кричит, что расскажет всю правду о той аварии, и что Чарли будет уничтожен.
После того, как Смайли и Хофф уходят, Марион и Чарли тепло обнимаются и утешают друг друга, после чего звонят Хэнку, который, как они надеются, поможет им советом. Неожиданно влетает Бадди и в слезах сообщает, что Конни рассказала ему о своей измене с Чарли. Бадди плюёт Чарли в лицо и уходит. Притихший Чарли обещает Марион лучшее будущее. Чарли уходит наверх принять ванну. Тем временем возвращается Смайли и сообщает Марион, что Дикси, выходя из бара, попала под городской автобус, и таким образом проблема с ней разрешилась. Однако Марион говорит, что дело не в обстоятельствах, а в методах его работы, с которыми она никогда не согласится. В этот момент они замечают, как вода начинает капать с потолка. Приезжает Хэнк и вместе со Смайли, тренером и дворецким они выламывают дверь в ванную комнату. Они видят, что Чарли покончил жизнь самоубийством, перерезав себе вены. Смайли звонит на студию с указанием подготовить пресс-релиз, согласно которому Чарли умер от сердечного приступа, но Хэнк, который не желает, чтобы боль и горе его друга были покрыты ложью, говорит, что расскажет прессе всю правду.

## В ролях
- Джек Пэланс — Чарльз Касл
- Айда Лупино — Марион Касл
- Род Стайгер — Стенли Шрайнер Хофф
- Уэнделл Кори — Смайли Коу
- Джин Хэйген — Конни Блисс
- Шелли Уинтерс — Дикси Эванс
- Илка Чейз — Патти Бенедикт
- Эверетт Слоун — Нэт Данцигер
- Уэсли Эдди — Хоратио «Хэнк» Тигл
- Пол Лэнгтон — Бадди Блисс
- Ник Деннис — Мики Фини
- Ник Крават — Ник (в титрах не указан)

## Создатели фильма и исполнители главных ролей
Фильм поставлен по сценарию Джеймса По, в основу которого положена одноимённая театральная пьеса Клиффорда Одетса. По пьесам Одетса были поставлены также фильмы «Золотой мальчик» (1939), «Стычка в ночи» (1952) и «Деревенская девушка» (1954), кроме того, непосредственно для кино Одетс написал сценарий известной нуаровой драмы «Сладкий запах успеха» (1957).
Роберт Олдрич зарекомендовал себя как режиссёр широкого жанрового диапазона, его лучшими картинами стали, в частности, вестерн «Вера Круз» (1954), фильм нуар «Целуй меня насмерть» (1955), психологическая драма «Что случилось с Бэби Джейн?» (1962) и военная экшн-драма «Грязная дюжина» (1967).
Актёр Джек Пэланс стал известен благодаря ролям в фильмах нуар «Паника на улицах» (1950) и «Внезапный страх» (1952). Через год после «Большого ножа» он снялся ещё в одном фильме Олдрича, военной драме «Атака» (1956), а в 1963 году сыграл роль кинопродюсера в фильме Жана-Люка Годара «Презрение» (1963). Актриса Айда Лупино снялась в таких памятных фильмах нуар, как «Они ехали ночью» (1940), «Высокая Сьерра» (1941), «На опасной земле» (1952) и «Пока город спит» (1956), а также поставила несколько фильмов как режиссёр, наиболее интересным среди которых стал фильм нуар «Попутчик» (1953).

## Проблемы с цензурой
Фильм столкнулся с определёнными проблемами, связанными с соблюдением Производственного кодекса, в частности, по причине показа супружеской неверности и «прославления» самоубийства главного героя. Кроме того, в 1955 году Торговая палата Голливуда выступила с протестом против демонстрации этого «спорного фильма как негативно отображающего кинопромышленность» и «грубо искажающего этические и моральные традиции киноиндустрии».

## Оценка критики
Кинокритик «Нью-Йорк таймс» Босли Краузер после выхода фильма на экраны остался им разочарован, в частности потому, что сюжету не хватает убедительности. Он написал: «В общем-то создаётся впечатление, что „Большой нож“ был изначально написан как злой и оскорбительный пример профессиональной и личной морали Голливуда. Это ясно проявляется и на экране… Фактом является то, что мистер Одетс — и Джеймс По, который написал переложение для экрана — были больше захвачены крайней эмоциональностью, чем реализмом и добрыми чувствами. Они изображают группу отвратительных людей, жестоко ругающихся и отчитывающих друг друга. Но их драма приходит к пораженческой точке. И меня как зрителя это не убедило» ..
После выхода фильма журнал Variety написал: «Этот фильм, также как „Бульвар Сансет“ и „Звезда родилась“, рассказывает историю изнанки Голливуда. Он порой очень хрупок и груб, чтобы показать своё тревожное беспокойство… Род Стайгер очень живо трактует двуличность главы студии, который знает, когда обманом, а когда лестью заставить Джека Пэланса подписать контракт на семь лет. Он не испытывает никакого сожаления при организации „случайной смерти“ одной из этих „прошедших кастинг через постель“ актрис (Шелли Уинтерс)… Уэндел Кори исполняет роль нужного „циничного кельта“, изобретательного человека для улаживания грязных дел Стайгера. Айда Лупино играет трезво смотрящую на жизнь жену, которая хочет, чтобы Пэланс забыл о голливудской добыче и вернулся к своим идеалам».
Журнал Time Out написал о фильме: «Голливуд о Голливуде: „Они вычесывают из тебя вшей, а затем называют тебя вошь“. Олдрич добивается независимой, глубокой игры из предназначенного для сцены многословного сценария Одетса, концентрируясь на том, что интересует его больше: проблемах выживания и искупления. Без сомнения, отважный для своего времени, „Большой нож“ остаётся умным и грамотным, а от „успокоенности“ его спасает очевидная взаимная ненависть в исполнении Пэланса и Стайгера. Игра Пэланса в качестве треснувшей звезды показывает, что когда-то у него был большой потенциал страдания, а чрезмерная неистовость никем не показывалась на экране столь искусно, как Стайгером».
Кинокритик Джефф Стаффорд дал следующую оценку фильму: «По сравнению с предыдущими драмами о подноготной Голливуда ни одна не может сравниться по степени негативного отображения кинобизнеса и его влиятельных фигур, как это представлено в „Большом ноже“… Использование длинных планов оператором Эрнестом Ласло значительно усиливает клаустрофобическое напряжение. Смешение вымышленных имён с реальными (Билли Уайлдер, Элиа Казан, Уильям Уайлер и другие) во время разговоров между героями временами придаёт „Большому ножу“ достоверное, почти документальное качество».

## Награды
В 1955 году за этот фильм Олдрич был удостоен Серебряного льва Венецианского кинофестиваля. В рекламе фильма подчёркивалось, что он стал «единственным американским фильмом, удостоенным награды на фестивале в том году».